# 惩罚者 (2004年电影)
是2004年上映的美国义务警察题材動作片，改编自漫威漫画同名角色，由托马斯·简出演反英雄弗兰克·卡索，约翰·特拉沃尔塔出演下令杀掉卡索全家的黑帮老大圣人霍华德。
影片的故事及剧情大致改编自两本惩罚者漫画《惩罚者：第一年》（The Punisher: Year One）及《欢迎回来，弗兰克》，以及《漫威导览作品：惩罚者第二期》（The Punisher #2）、《漫威超级行动：惩罚者第一期》（Marvel Super Action Featuring: The Punisher #1）、《惩罚者超级特区》及《惩罚者战争日记》的故事。影片于2003年中下旬在美国佛罗里达州坦帕取景。狮门影视公司与工匠娱乐负责影片的发行及筹资工作，其中后者曾在DVD平台发行1989版惩罚者，是狮门的东家。哥伦比亚影业负责海外发行。编剧強納森·漢斯林在开发阶段同意为影片掌舵，尽管与漫威影业存在分歧，影片因此成为他的导演处女作。
影片于2004年4月16日上映，美国首周末票房1300万美元，总票房5400万美元，成功收回3300万美元的制片成本。影片在烂番茄获得29%的腐烂度。漫威漫画和狮门影业之后着手开发续集，后来简和漢斯林因创意分歧离开，影片变为2008年的重启之作《惩罚者2：战争特区》。影片是工匠娱乐制作的最后一部院线发行作品。

## 剧情
坦帕湾的一场走私行动中，黑帮老大霍华德桑恩的儿子鲍比及军火商奥托·克里格進行毒品交易，但是在警察和聯邦調查局的伏擊中意外讓鮑比身亡。然而克里格的身分是伪造的，他的真正身份是三角洲部队退伍军人、联邦调查局卧底探员弗兰克·卡索，這也是他的最后一个任务，然後被指派到英國當文職。桑恩对儿子的死感到愤怒，要求手下找到克里格所有资料，还贿赂腐败警察，得知克里格其實就是弗蘭克卡索。卡索举行家庭聚会那天，桑恩派好友昆汀·格拉斯及鮑比的双胞胎兄弟约翰杀了卡索全家，卡索父子雖然击毙部分袭击者，但老卡索最终被打死。卡索被約翰重創而活下来，得到当地的渔民照料。
由于霍華德只手遮天，警方与联邦调查局都不愿意追踪枪手的下落。卡索来到一处公寓，成為汉琼、奔波和斯帕克·戴夫的鄰居，於是以此為據點开始找霍華德报仇。首先找上的是法蘭克手下米奇·杜卡，他當時也在那次毒品交易出現過所以卡索抓到了他並逼供，米奇恨透桑恩一家所以向卡索提供情报，卡索从中了解到桑恩一家的动向，其中得知格拉斯是闭柜同性恋，要殺卡索全家其實是桑恩老婆莉亞的主意。卡索公开袭击桑恩的公司還搶了一筆錢，破坏他与古巴人的合作关系。
桑恩了解到卡索还活着，派手下暗杀他。一开始，其中一個被桑恩派遣的殺手哈利·亨克埋伏在桥上，开车撞向卡索的车，但被卡索用彈道戰術刀插了他的喉咙。之后体形魁梧的俄国人闯进卡索家，几乎要把他打死，但被对方用热油浇面并一把推下楼，最终摔断脖子而死。租客给卡索包扎伤口时，看到桑恩的手下正要冲进来，便让卡索藏进他的隐秘电梯。戴夫和奔波拒绝透露卡索的藏身处后，格拉斯用钳子把戴夫的耳钉一个个扯下来。他们留下一个人拦截卡索，结果卡索击毙这个人后逃跑。
在米奇的帮助下，卡索利用格拉斯的癖好和莉亞的習慣，首先假扮成匿名勒索者，让格拉斯去酒店，同时将莉亚的车放在同一家酒店，还把莉亚在車上的耳环偷走放在格拉斯床上。桑恩看到这些耳环以為兩人有染，於是來到格拉斯的家刺死了格拉斯，接著回家指责莉亚和自己最好的朋友有染，尽管莉亚解釋说格拉斯是同性恋但桑恩情绪失控不信莉亞的說詞，於是将莉亚从立交桥扔到铁轨上，结果莉亚被火车碾死。
同時，卡索也得知出賣他讓卡索全家被殺的人就是他的搭檔吉米，於是來到他家給他一把手槍和一顆子彈讓他自殺。（導演剪輯版片段）
卡索趁桑恩懊恼不已，袭击了桑恩的俱乐部，除掉他所有手下，包括他的儿子约翰。桑恩负伤逃离大楼，卡索追上前在决斗中开枪打傷了他。卡索眼看桑恩就要咽气，於是揭露了他設計桑恩杀他朋友和老婆的计划。卡索将桑恩绑到車上後將车开到布满炸药的俱乐部停车场，桑恩在随后的爆炸中身亡，燃烧的汽车形成了一个人类头骨的图像，类似于城堡背心上印的图像。
任务完成后，卡索回到家中，准备自杀，但看到了妻子的幻觉，便回心转意，继续打击犯罪。他把桑恩的钱留给保护他的租户，作为告别礼物。卡索独自一人站在阳光高架桥上，望着落日余晖，要用这个以制裁為名懲罰惡人的新身份打击所有伤害无辜人民的罪犯。

## 演员
- 托马斯·简 饰 弗兰克·卡索
- 约翰·特拉沃尔塔 饰 圣人霍华德（Howard Saint）
- 威尔·帕顿（英语：Will Patton） 饰 昆汀·格拉斯（Quentin Glass）
- 丽贝卡·罗梅恩 饰 琼
- 賓·科士打 饰 斯帕克·戴夫（英语：Spacker Dave）
- 約翰·皮內特 饰 纳撒尼尔·奔波（Nathaniel Bumpo）
- 萨曼莎·马西斯 饰 玛丽亚·卡索（Maria Castle）
- 马库斯·约翰斯（Marcus Johns）饰 威尔·卡索（Will Castle）
- 罗素·安德鲁斯（Russell Andrews）饰 特工詹姆斯·威克斯（Agent James Weeks）
- 詹姆斯·卡皮内罗（英语：James Carpinello） 饰 圣人鲍比与圣人约翰（Bobby Saint and John Saint）
- 蘿拉·賀林 饰 圣人莉亚（Livia Saint）
- 埃迪·杰米森 饰 米奇·杜卡（英语：Mickey Fondozzi）
- 爱德华多·亚内兹（英语：Eduardo Yáñez） 饰 迈克·托罗（Mike Toro）
- 奥马尔·阿维拉（英语：Omar Avila） 饰 乔·托罗（Joe Toro）
- 凱文·奈許 饰 俄罗斯人（英语：Russian (comics)）
- 马克·柯利（英语：Mark Collie） 饰 哈利·赫克（Harry Heck）
- 罗伊·谢德 饰 小弗兰克·卡索
- 汤姆·诺维奇（Tom Nowicki）饰 林肯（Lincoln）
- 维尔·琼斯（Veryl Jones）饰 坎德拉里亚（Candelaria）
- 马可·圣约翰（Marco St. John）饰 莫里斯警长（Chief Morris）
- 汉克·斯通（Hank Stone）饰 刀具（Cutter）
- 里克·艾姆赫斯特（Rick Elmhurst）饰 湾岸新闻9台新闻播音员（Bay News 9 Newscaster）[8]
- 卡莱斯·凯斯（英语：Carleth Keys） 饰 湾岸新闻9台新闻播音员[8]

漢斯林和阿拉德在多个采访中表示简是主角的唯一人选。阿拉德之前让简出演漫威影业的其他电影。简两次婉拒，觉得自己不是演超级英雄的料。阿拉德第二次请求他出演的时候，给他送去蒂姆·布拉德斯居创作的惩罚者艺术图，让他很感兴趣，深入了解惩罚者这个角色，从而接受邀约。为了理解这个角色，简看了好几遍《惩罚者》漫画，在这个过程中爱上这个角色。简还再海豹部队接受六七个月的训练，还长了20磅的肌肉。

## 制作
早在1997年，漫威影业就着手开发《惩罚者》电影新作。2000年，漫威与工匠娱乐签署长期协议，为15个漫威角色开发电视和电视节目，其中《惩罚者》由盖尔·安妮·赫德制片。《惩罚者》标志着漫威首次以股权所有者的身份独立发行主要作品，借助这个身份，他们为低成本电影提供角色及创意支持，用纯拍摄成本换取金钱收益。编剧強納森·漢斯林于2002年4月签约，《惩罚者》自此成为他的导演处女作。故事与剧情主要基于《欢迎回来，弗兰克》及《惩罚者：第一年》两本惩罚者漫画。汉斯林表示影片大体上不追随《欢迎回来，弗兰克》的剧情，否则电影可能长达四个小时。
开拍前夕，汉斯林未能从制片方获得预期的预算。他表示，大多数动作电影的预算在6400万美元左右，但自己只有3300万美元，其中只有1550万美元用在拍摄及后期，再加上拍摄时间只有52天，是大多数动作片的一半。考虑到预算问题，汉斯林大幅度修改剧本。根据DVD版的评论音轨，影片第一场戏原本设置在海湾战争时期的科威特，是一场战争戏，但因为预算问题未能成行。
主体拍摄于2003年7月开始，在美国佛罗里达州坦帕取景，10月14日杀青，历时52天。编剧迈克尔·弗朗斯的坚持佛罗里达成为首选取景地，他向漫威和工匠提出建议，认为在当地取景比在纽约或芝加哥取景便宜，能够找到剧本提到的阳光明媚之地及暗无天日的工业区。汉斯林与摄影指导	康拉德·W·霍尔阅览十多部二十世纪六七十年代的动作片汲取灵感，包括《肮脏的哈里》、《亡命大煞星》、《黃昏三鑣客》、《教父》和《我倆沒有明天》。汉斯林在采访中表示影片致敬了《疯狂的麦克斯》及威廉·莎士比亚戏剧《奥赛罗》，但影片的角色跟《奥赛罗》的角色反了过来，惩罚者成了仇恨的煽动者，促使圣人乔杀了最好的朋友和他老婆。
拍摄期间，狮门收购了工匠。在采访中，汉斯林表示狮门影业虽然负责影片的发行，但没有给影片做任何事情，没有开绿灯。影片还是由工匠娱乐负责。
微芯片一角原本与拼图一样出现在迈克尔·弗朗斯的剧本初稿，但后来因为导演汉斯林不喜欢，在后期的版本中删掉了。相反，很大程度上基于米奇·方多兹的米奇·杜卡作为弗兰克·卡索的盟友。汉斯林解释了剔除微芯片的原因：
我有好几年不想做事。微芯片犹如一辆战车，什么高科技的东西都有，但是我们不打算提到他。我觉得他太复杂，太缺乏城市义务警员的那种精髓。惩罚者不是四处出走打击罪犯的角色，而是诡计多端，就像用武器及身体格斗那样。

## 发行

### 票房
影片于2004年4月16日在2649家影院开画，首周末票房1380万美元，位列票房榜第二位，仅次于《追殺比爾2：愛的大逃殺》。影片在美国获得3380万美元票房，海外票房2090万美元，全球票房攻击5470万美元。

### 专业评价
烂番茄根据170条评论打出29%的新鲜度，平均得分4.5/10。网站共识写道：“豪华明星阵容无助于升华这部极度暴力、按部就班的复仇电影。”Metacritic根据36条评论打出33/100的平均分，表示“普遍差评”。影院评分观众投票结果为B+（等级为A+到F）。
影评人罗杰·埃伯特给出2/5星评价：“《惩罚者》太冷酷、太无情，你一定想知道片中的英雄能不能从他的成就中得到满足。”《综艺》的乔·莱登（Joe Leydon）认为影片“死板得令人沮丧，有时愚蠢得可笑”，但赞扬简“精力充沛得很合理，严肃的时候让人忧心”，批评特拉沃尔塔“没能为平淡的原型注入活力”。《荷里活報道》的迈克尔·雷奇沙芬（Michael Rechtshaffen）表示：“到最后，惩罚者最大的对手便是不受欢迎的三人组——小丑、傻瓜和夸张。”
也有影评人打抱不平，认为影片跟大多数漫改电影比起来，在致敬1960年代及1970年代经典动作片方面做得很好。影评人A·O·斯科特表示：“漢斯林天生不轻盈。以编剧及制片人身份大获成功后（譬如《終極警探3》、《逃出魔幻紀》和《絕地任務》），他清楚地认为《惩罚者》应该致敬1970年代粗糙、愤怒值满满的城市复仇电影。”
酷炫新闻的德鲁·麦克维尼（Drew McWeeny）认为影片的风格与麥可·貝或西蒙·韦斯特的作品比起来，更加像唐·席格和約翰·法蘭克海默的作品。但这不等同于说《惩罚者》和这些经典作品不相上下，只是说漢斯林的想法是正确的：“《惩罚者》是劣质作品，粗劣、丑陋、残暴，没有塞得满满的俏皮话，有笑话都是黑色笑话。”
2008年的重启版推出后，影片受到重新评估。

### 家用媒体
影片于2004年9月7日发行DVD，上市首五日卖出近180万份，首周租赁净利润1080万美元，成为当周销量最好的DVD。
导演剪辑版DVD于2006年11月21日发行，多了17分钟的画面，大致上围绕吉米·威克斯展开，讲卡索意识到威克斯这位朋友把他出卖给了圣人霍华德，要他自杀。导剪版还收录了发生在科威特的定格动画片段，改编自蒂姆·布拉德斯居的作品，由他创作部分内容。另外还收录了惩罚者漫画。马克·柯利演唱的《In Time》于导剪版DVD片尾制作人员名单播放。
蓝光光碟于2006年7月27日发行，仅包括导演剪辑的正片。

### 奖项
马克·查德维克（Mark Chadwick）赢得金牛座世界特技奖“最佳火特技奖”。唐娜·埃文斯（Donna Evans）获提名最佳综合特技女演员，加里·海姆斯（Gary Hymes）获提名最佳特技协调或第二单元导演，凯伊·约翰斯顿（Keii Johnston）和戴恩·法威尔（Dane Farwell）获提名最佳车辆特技。
影片获提名Prism奖最佳大规模上映电影。

## 配乐
影片配乐由意大利作曲家卡罗·西利托谱曲、指挥。导演漢斯林希望配乐展现十足的感情，之前听过西利托的作品，所以就选了他。西利托配乐的时候将弗兰克·卡索看成战略人物：“这个叫弗兰克·卡索的男人来自暴虐的家庭。他从暴虐中坐过来，成为惩罚者。但他也是个悲惨的人——酗酒，糟糕的回忆一路相伴。电影还承载了许多内容，有时感觉就像经典悲剧的现代版，就像《奥赛罗》。”

## 周边
影片小说版由D·A·斯特恩（D.A. Stern）撰写，2004年3月发行。简在2005年电子游戏《惩罚者》中再度扮演弗兰克·卡索。

## 续集取消与重启
狮门娱乐计划制作正统续集《惩罚者2》，漫威影业主席兼总裁阿维·阿拉德表示第二部电影会是“漫威的第五部续集电影”。強納森·漢斯林有意与托马斯·简再度合作。简认为第二部的反派是拼图。续集开发计划搁置了三年。漢斯林完成剧本初稿，于2006年前后退出项目。约翰·达尔考虑接盘，后因剧本质量问题退出，工作室也不愿意花大笔钱投资这个项目。在2007年5月15日发布的声明及两段音频采访中，托马斯·简透露自己因创意分歧退出项目，电影预算被削减，另外狮门影业拒绝華特·希爾担任导演。后来简读了寇特·舒特的新剧本，表示：
我不会把几个月的时间浪费在一部我不喜欢的电影上。我向来很喜欢漫威的人们，希望他们过得好。另一方面，我会继续寻找一部电影，希望有朝一日，这部作品与粉丝让我看的电影齐名。
2007年夏，漫威影业宣布莱茜·亚历山大接任退出的达尔，担任续集导演，雷·史蒂文森接替托马斯·简出任主角。续集后来定名为《惩罚者2：战争特区》，改为惩罚者系列电影的重启之作，与2004年电影无关。重启作于2008年12月5日上映，是该系列自2004年重启1989版《惩罚者》后第二次重启。

### 短片
2012年7月，简在非官方短片《惩罚者短片：脏物清洁》中亮相，短片于圣地亚哥国际漫画展首映，朗·普尔曼参演。